# Stadt- und Regionalmuseum Perleberg

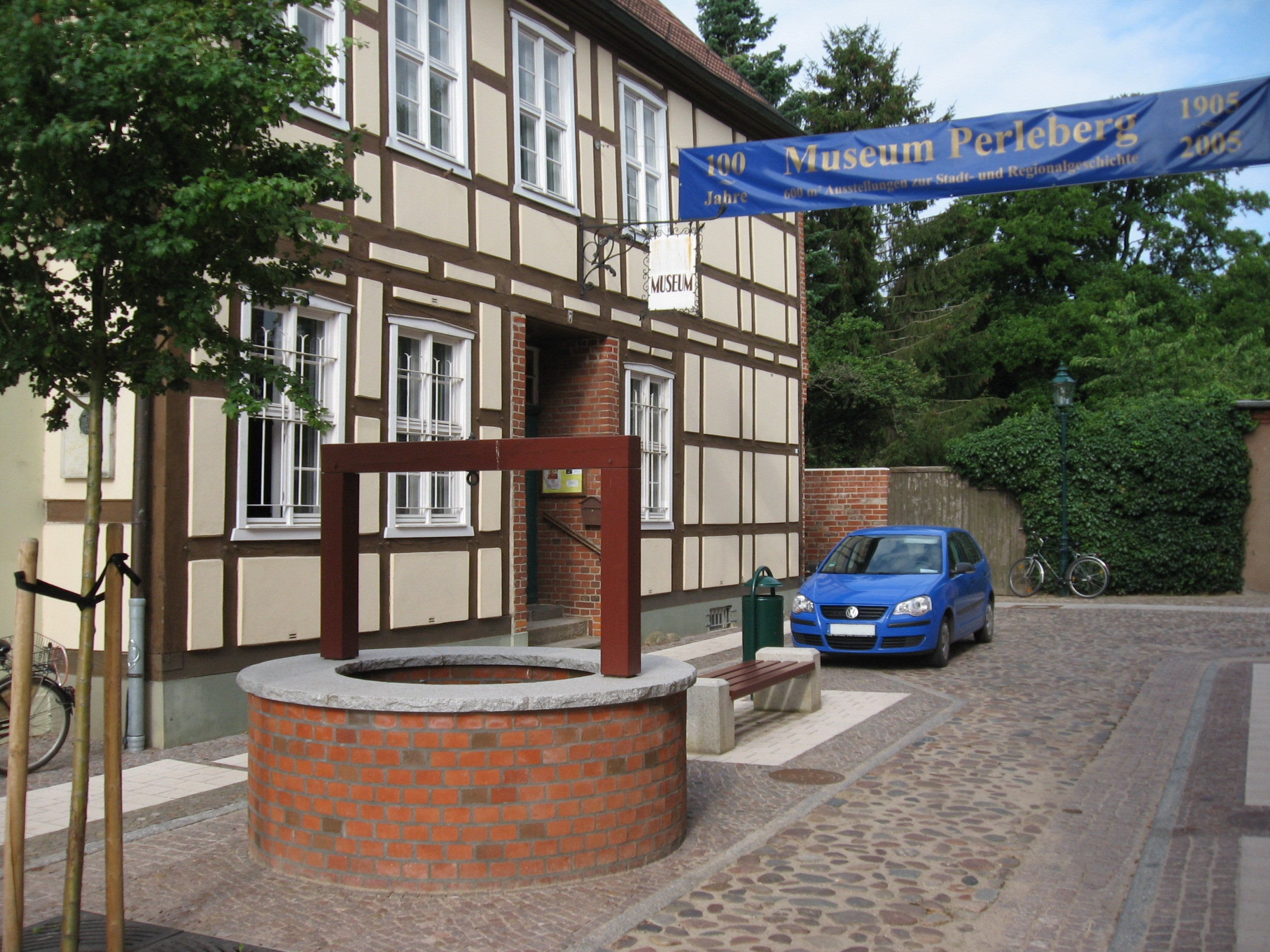
Vorderseite des Museums mit rekonstruiertem Brunnen

Das Stadt- und Regionalmuseum Perleberg wurde 1905 eröffnet und hat die Sammlungsschwerpunkte Stadtgeschichte Perleberg, Ur- und Frühgeschichte und ländliches Leben. Seit 1930 befindet es sich in dem unter Denkmalschutz stehenden Gebäude Mönchort 7 in der Nähe des Schuhmarktes und wurde später auf die angrenzenden Gebäude Mönchort 8 bis 11 erweitert.

## Geschichte
Nachdem 1899 das Königsgrab von Seddin entdeckt worden war und man beim Bau von Kasernen in der Kurmärker Straße 1903 ein eisenzeitliches Gräberfeld mit Urnen und Bronzebeigaben gefunden hatte, wurde am 19. Oktober 1905 eine Altertumsdeputation ins Leben gerufen, die das Ziel hatte „vaterländische Altertümer“ aus Perleberg und der Prignitz zu sammeln, zu erhalten und der Öffentlichkeit zu präsentieren. Dieser gehörten der Zimmermeister und Ratsherr Max Viereck (Vorsitzender), Druckereibesitzer und Ratsherr Franz Grunick (stellvertretender Vorsitzender), Oberlehrer und Stadtverordneter Erich Fritze (Schrift- und Kassenführer) und Wilhelm Ratig (Pfleger) an. Die 37 Ausstellungsobjekte befanden sich in einem Schrank im Vorzimmer des heutigen Kleinen Sitzungssaales im Rathaus. Als Gründungsdatum des Museums gilt die erste Versammlung jener Deputation vom 13. November 1905.
1908 zog das Museum aufgrund wachsender Bestände in den heutigen Trausaal. Am 27. September wurde es als „Städtisches Altertumsmuseum“ eröffnet und verzeichnete bereits ein Jahr später 323 Objekte. 1910 trat Perleberg der im selben Jahr in Berlin gegründeten Vereinigung der Museen für vorgeschichtliche Landesforschung bei. Für die Zeit des Ersten Weltkrieges beendete die Altertumsdeputation ihre Arbeit. Das Museum war aber weiterhin der Öffentlichkeit zugänglich.

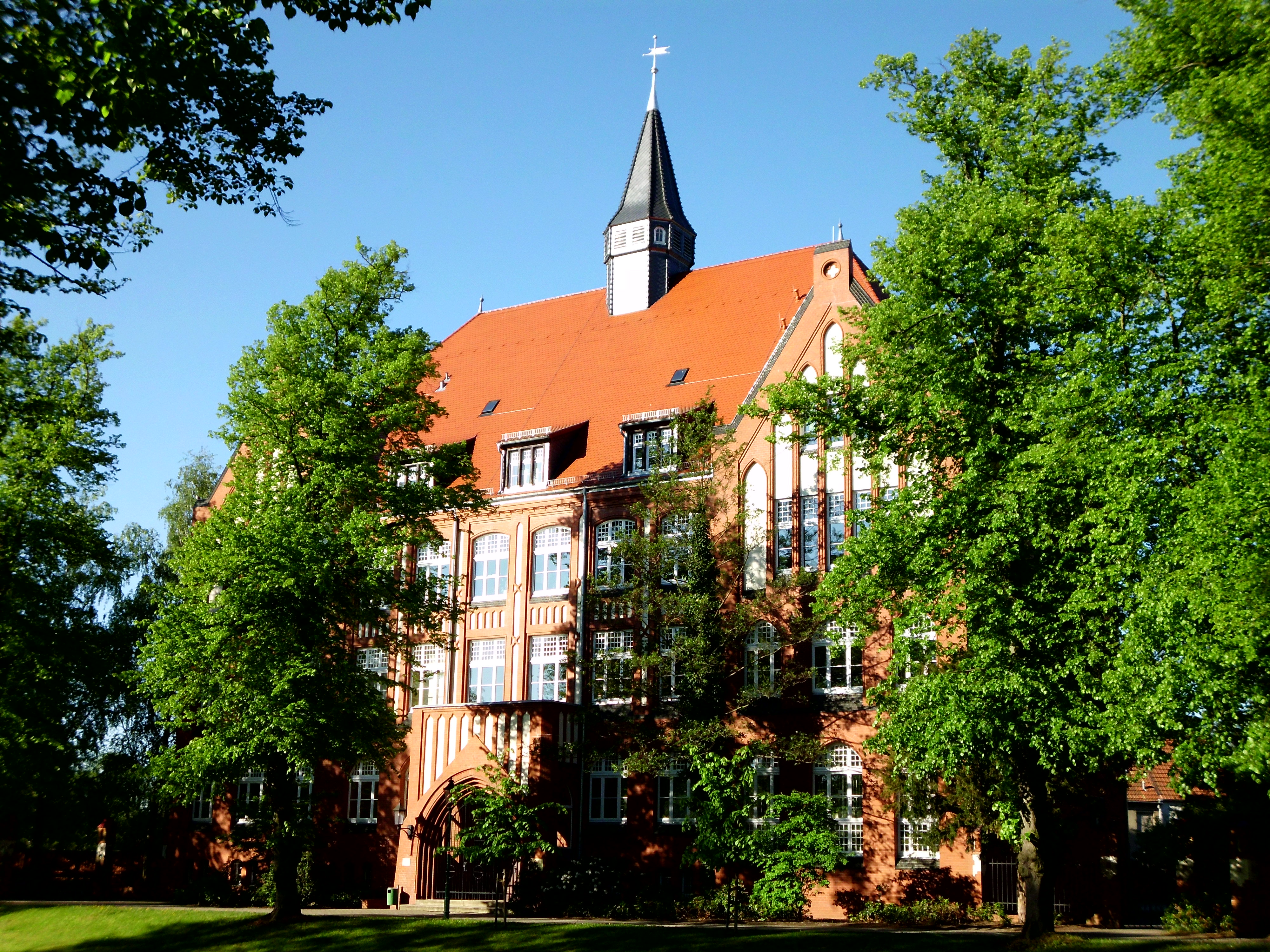
Ehemaliges Lyzeum, in dem das Museum zeitweise untergebracht war

Nachdem die Räumlichkeiten der großen Sammlung nicht mehr genügten, stellte der Magistrat 1922 dem Museum vier Räume in der heutigen Schule an der Stepenitz (damals Lyzeum) zur Verfügung. Ausgestellt wurden Bodenfunde und Stadtdarstellungen (sog. „Ratigzimmer“), Handwerksgeräte („Innungszimmer“), eine Naturaliensammlung und Prignitzer Sakralkunst.
Im Jahr 1930 zog das Museum in das Gebäude Mönchort 7, weil der vorherige Standort zu einem Oberlyzeum ausgebaut werden sollte. Am 26. Juni 1931 erfolgte die Eröffnung des Museums mit 2943 Ausstellungsobjekten in sieben Räumen auf zwei Etagen und der Eintritt war ab sofort kostenpflichtig. 1934 wurde neben der Stadt auch der Landkreis Westprignitz Träger des „Stadt- und Kreismuseums Westprignitz in Perleberg“.

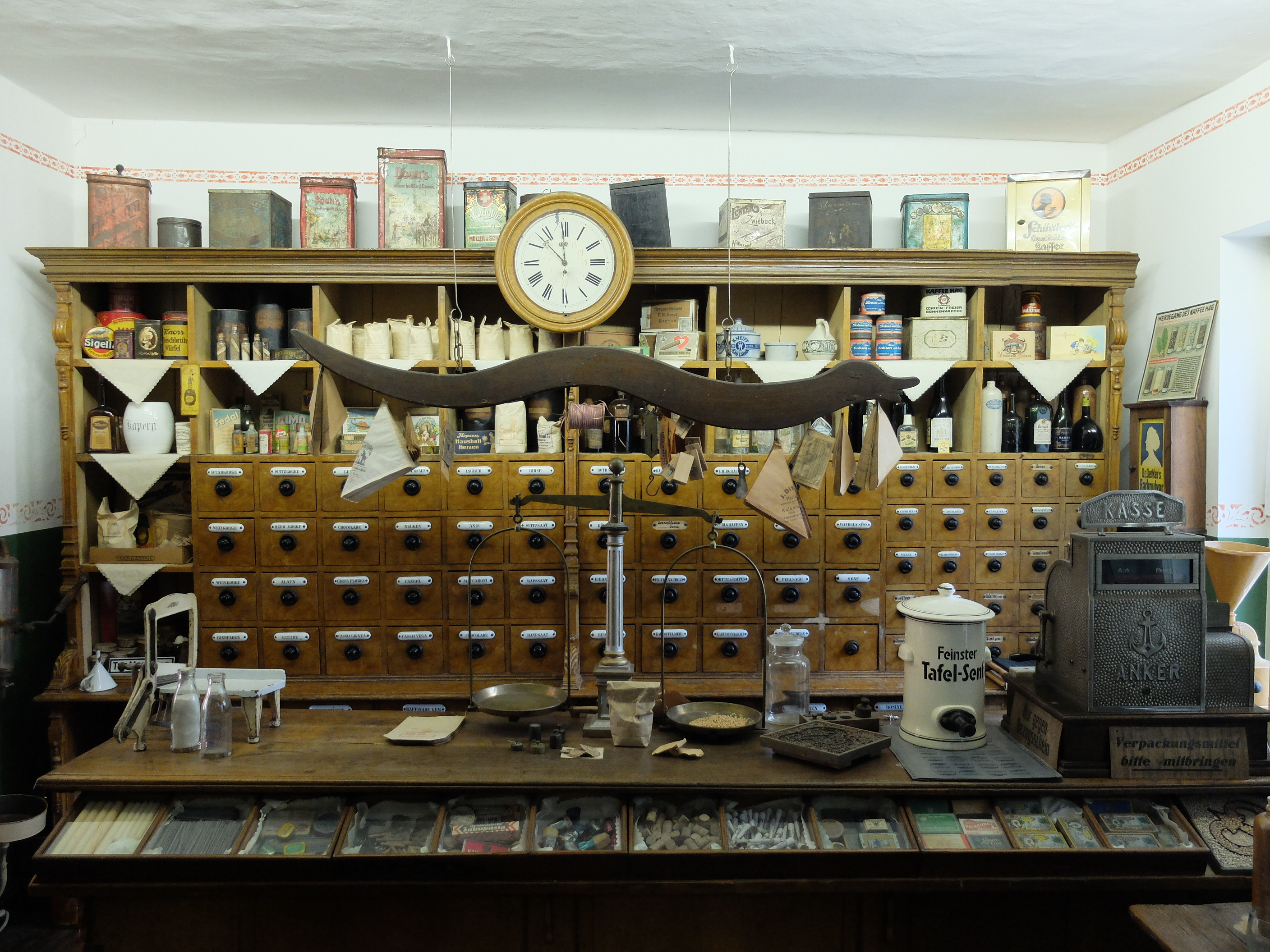
Ausgestellter Kolonial- und Delikatessenwarenladen aus dem 19. Jahrhundert

1939 kaufte das Museum den Nachlass des Perlebergers Max Zeisig, der aus tausenden Fotoplatten, Gemälden, Büchern, Möbeln usw. bestand. Im Jahr 1944 brachte man die Bestände teilweise im gegenüber dem Museum liegenden Speicher unter und der Keller diente fortan zum Schutz vor Luftangriffen.
Ein Jahr nach Ende des Zweiten Weltkriegs, den das Perleberger Museum nahezu unversehrt überstanden hatte, eröffnete das Museum auf Befehl Nr. 85 der Sowjetischen Militäradministration wieder. Mit einer Direktive der Alliierten Militärregierung wurden Schuss-, Hieb- und Stichwaffen sowie Teile der Bibliothek am 1. Oktober aus dem Museum entfernt, da es sich um nationalistische Denkmale handele.
Im Jahre 1958 erwarb man zusätzlich das Gebäude Mönchort 9, in dem zwei Ausstellungsräume zur Holz- und Metallrestaurierung eröffnet wurden. Ein Jahr später umfasste die Sammlung 7515 Objekte. 1962 erhielten die Perleberger die volkskundlichen und ur- und frühgeschichtlichen Bestände des Wittenberger Museums, das zu einem Arbeiter- und Industriemuseum werden sollte. In den Jahren 1974/75 erfolgte ein Umbau, sodass nun 18 statt bisher 12 Räume zur Verfügung standen. Für die Summe von 10.000 Mark erwarb das Museum 1986 den ehemaligen Kolonial- und Delikatessenwarenladen von Johannes Dittmer aus der Wittenberger Straße 2 und stellte ihn seit 1988 aus. 1989 besaß das Museum über 30.000 Objekte, darunter 10.000 Fotonegative.
Bei einem Einbruch wurden 1991 Porzellane und Militaria gestohlen. Die Polizei fasste die Täter samt Beute in Friesland. Das zur 750-Jahr-Feier 1989 für das Museum hergerichtete Gebäude Schuhmarkt 1 nutzte man seit 1991 für Ausstellungen.
2008 entdeckten Bauarbeiter bei Schachtungsarbeiten einen mittelalterlichen 3,5 Meter tiefen und zirka zwei Meter breiten Brunnen vor dem Museumsgebäude. Dieser wurde noch im selben Jahr rekonstruiert. In den Jahren 2010 bis 2012 wurden die Räumlichkeiten neu gestaltet und barrierefrei umgebaut.
Seit dem Bestehen war das Museum immer wieder an Ausgrabungen und insbesondere an Rettungsgrabungen beteiligt, um Funde zu dokumentieren und zu bewahren. Seit 2008 nimmt das Stadt- und Regionalmuseum an der Perleberger Museumsnacht teil.

## Gebäude
1930/31 baute man das Gebäude Mönchort 7 für das Museum um, da dieses aus der Schule an der Stepenitz (früher Lyzeum) ausziehen musste. Dieses Haus wurde früher als Höhere Mädchenschule, zu der auch Lotte Lehmann ging, und danach als Landwirtschaftliche Schule genutzt. Das Haus Mönchort 7 und zwei Sammlungsstücke des Museums stehen unter Denkmalschutz.

## Bestände
Im Bestand des Museums befinden sich vor allem archäologische Zeugnisse aus der Prignitz, die bis in die Ur- und Frühgeschichte zurückreichen. 1903 fand man bei Bauarbeiten in der Kurmärker Straße ein Gräberfeld mit 14 Urnen etwa aus dem 5. Jh. v. Chr. Im Jahr 1937 erhielt das Museum den Hacksilberfund aus Düpow, der auf die Zeit um 1000 datiert wurde. Daneben besitzt es u. a. Dokumente zur Perleberger Opernsängerin Lotte Lehmann und einen Kolonial- und Delikatessenwarenladen von 1896. In der Frühphase setzte sich das Inventar insbesondere aus den Nachlässen von Wilhelm Ratig und Max Zeisig zusammen.
Auf dem Hof befinden sich alte Grabsteine, die Turmspitze von der St.-Jacobi-Kirche sowie das Portal des ehemaligen Annenklosters.
Die Funde aus dem Königsgrab von Seddin verkaufte die Stadt 1899 für 100 Reichsmark an das Märkische Museum in Berlin. Trotz mehrerer Bemühungen diese zurückzuholen, bleiben dem Perleberger Museum nur Rekonstruktionen.

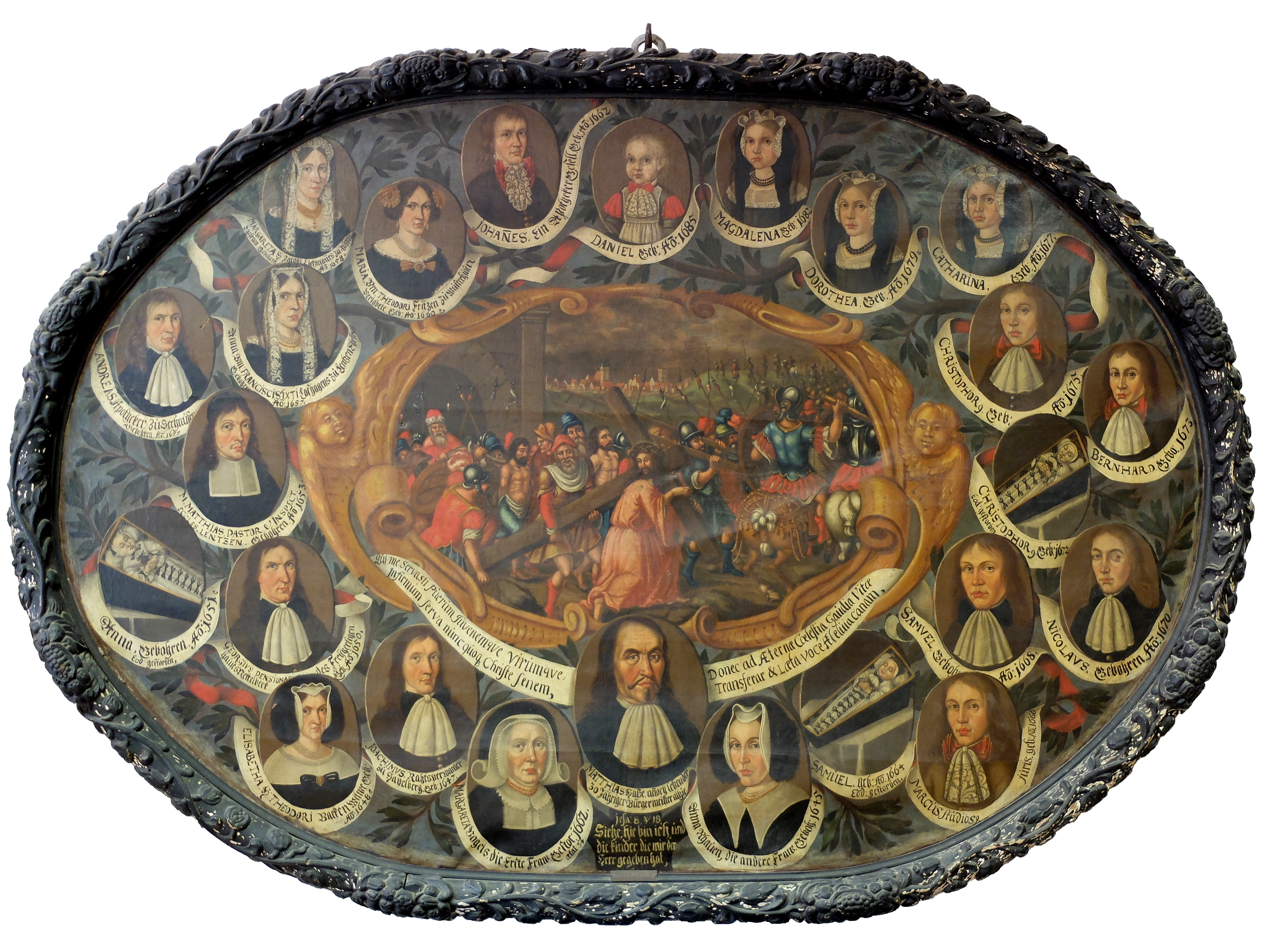
Gedächtnisbild der Familie Hasse (1687)
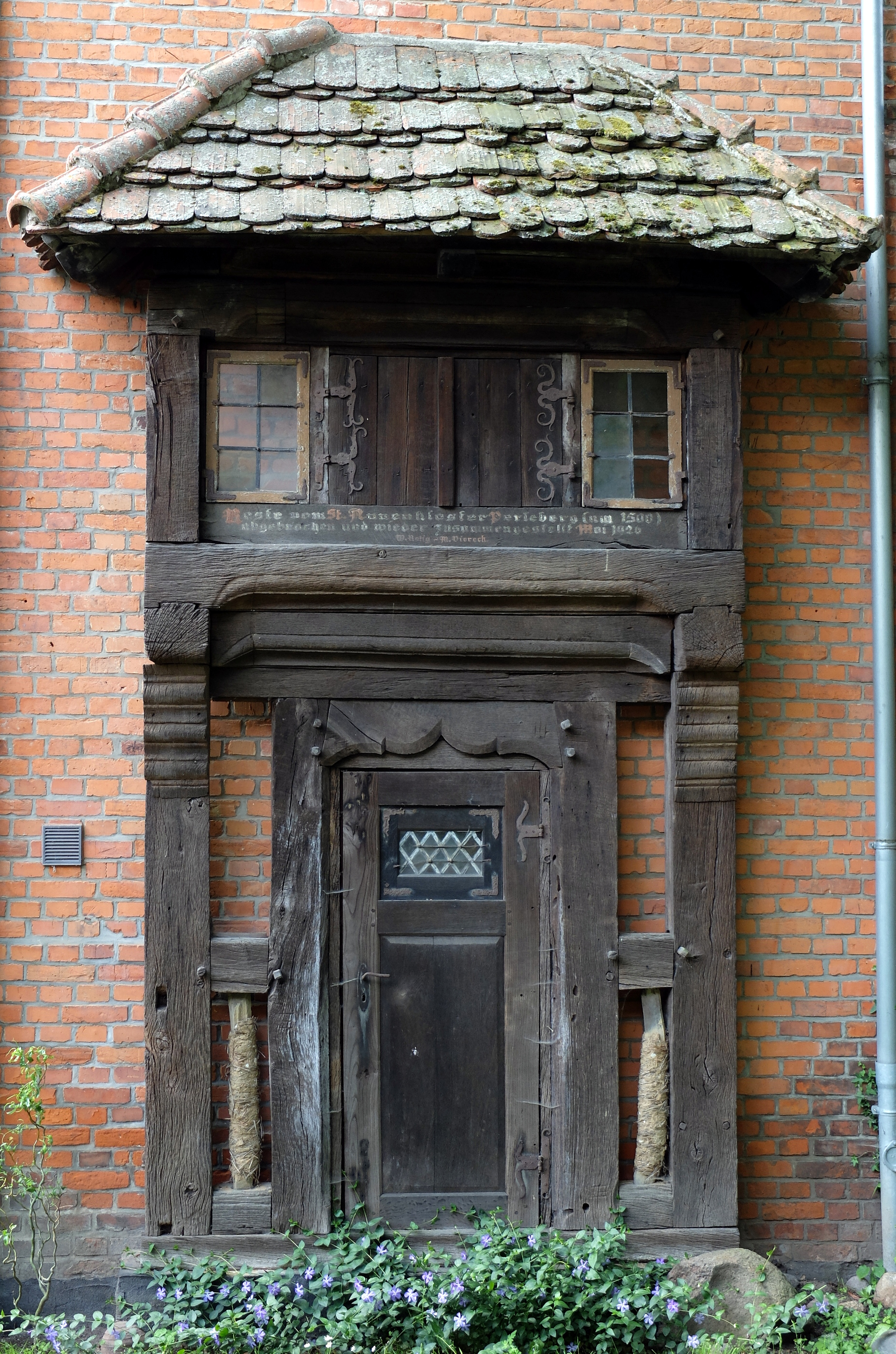
Portal des ehemaligen Annenklosters
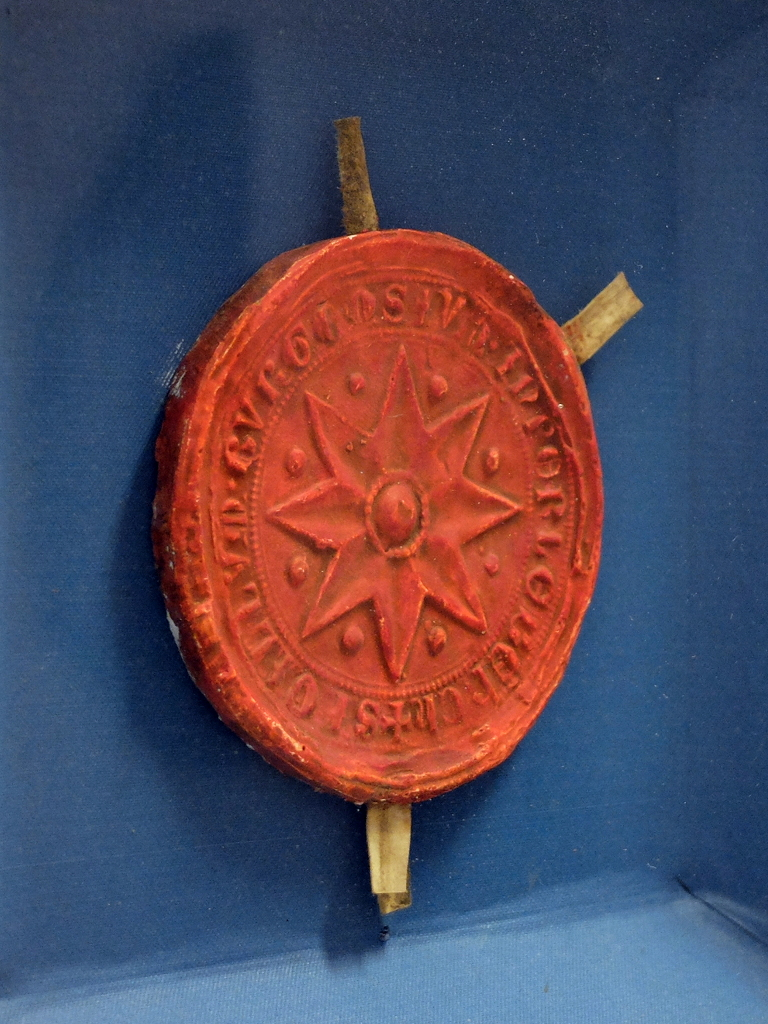
Siegel mit Wappen der Stadt
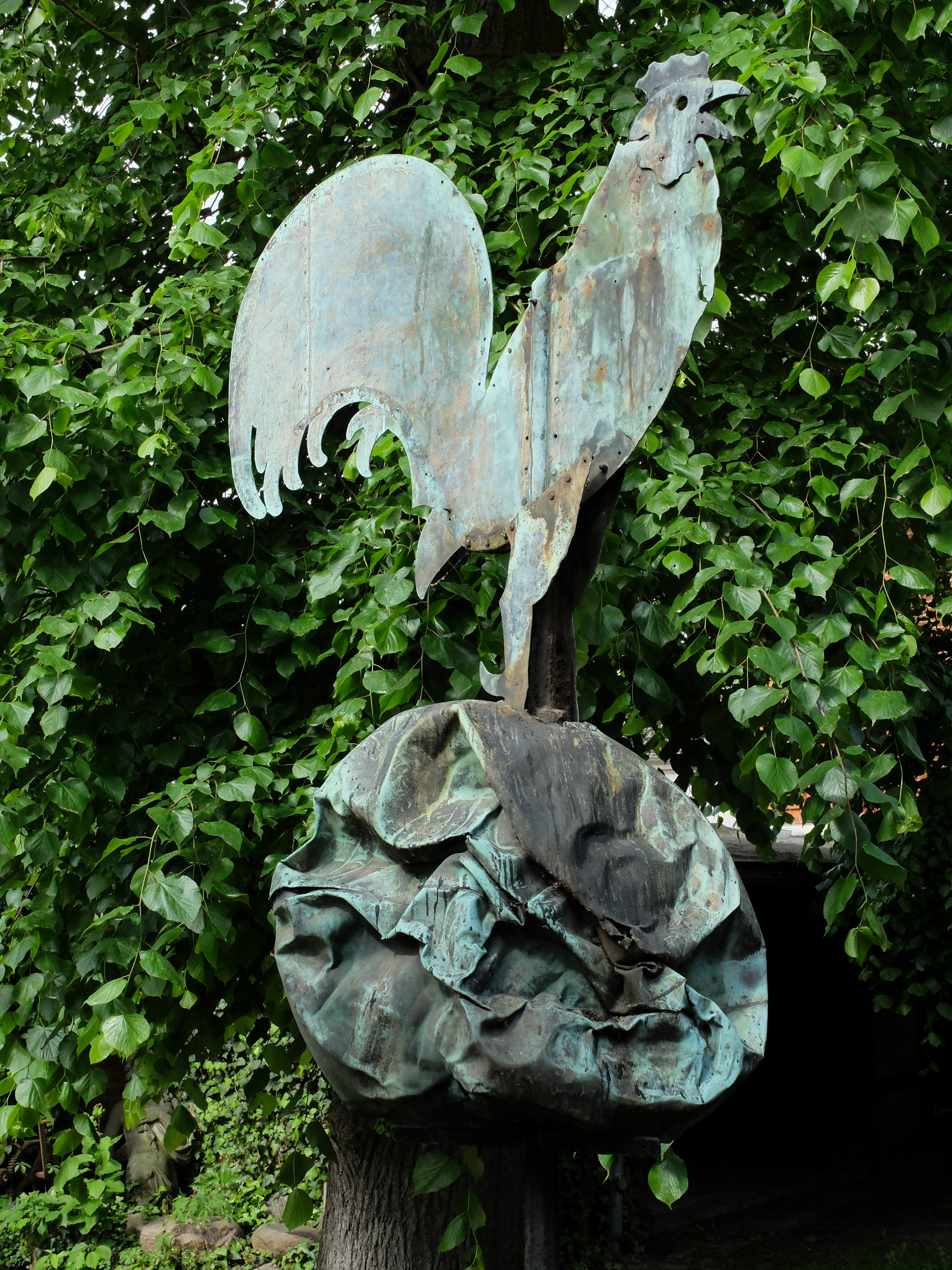
Ehemaliger Aufsatz der Turmspitze der Kirche St. Jacobi in Perleberg

## Bibliothek
Die Bibliothek entwickelte sich in der Frühzeit des Museums vor allem durch Spenden und/oder Nachlässe. Dazu zählen vor allem Bestände von Wilhelm Ratig und Max Zeisig. 1964 oder 1973 wurde dem Museum die Gutsbibliothek Retzin übereignet, die 1600 Bände umfasste und von den Edlen Herren Gans zu Putlitz aus dem 18./19. Jahrhundert stammte. Bestände des Realgymnasiums und des Lyzeums sowie der Freimaurerloge und des Gartenbau-Vereins wurden ebenfalls übernommen.
Der Großteil der Museumsbibliothek stammt aus dem 19. Jahrhundert und ist in deutscher Sprache geschrieben. Etliche Bücher (vor allem aus der Gutsbibliothek) sind noch nicht kategorisiert. Der Bestandskatalog umfasst 1352 Titel, wobei nur zwei aus dem 16. Jahrhundert sind.
Die Thematiken sind breit gefächert. Die aus dem 20. Jahrhundert stammende Literatur beschäftigt sich zumeist mit der Heimatgeschichte. Erhalten sind weiterhin etliche lokale Zeitungen, die bis ins 19. Jahrhundert zurückreichen.
Hinzu kommen über 13.900 Bilddokumente.

## Ausstellungen
In der Zeit nach 1945 fanden viele Sonderausstellungen im Museum statt, die während der DDR-Zeit vor allem sozialistisch/kommunistisch geprägt waren. Derzeitige Dauerausstellungen sind „Archäologie der Prignitz“, „Perleberger Stadtgeschichte“, „Prominente Persönlichkeiten“ sowie „Ländliche Volkskunde“. Daneben werden regelmäßig Sonderausstellungen gezeigt. Vom 22. Mai bis 19. Juni 2016 wird das Thema „Im Nebel des Vergessens? Verschwundene Perleberger Gastwirtschaften und Ausflugslokale. Eine fotografische Dokumentation“ präsentiert.

## Museumsleiter
| Beginn            | Ende              | Museumsdirektor                 |
| ----------------- | ----------------- | ------------------------------- |
| 13. November 1905 | 3. März 1929      | Wilhelm Ratig (Perleberg)       |
| 10. März 1930     | 1945              | Fritz Martins (Perleberg)       |
| 1946              | 24. Mai 1952      | Walter Zabel (Perleberg)        |
| 25. Mai 1952      | 31. Dezember 1953 | Fritz Martins                   |
| 1. Januar 1954    | 31. Dezember 1955 | Wolfgang von Tobold (Perleberg) |
| 1. Februar 1956   | 17. Juni 1957     | Vera Ohk (Magdeburg)            |
| 1. Juli 1957      | 31. Juli 1958     | Hilde Arndt (Perleberg)         |
| 1. August 1958    | 1960              | Werner Koch (Hettstedt)         |
| 31. August 1960   | 30. Juni 1961     | Hilde Arndt                     |

| Beginn           | Ende              | Museumsdirektor            |
| ---------------- | ----------------- | -------------------------- |
| 1. Juli 1961     | 14. März 1966     | Edeltraut Schneider (Lübz) |
| 1. April 1966    | 31. Januar 1983   | Hilde Arndt                |
| 1. Februar 1983  | 31. Oktober 1990  | Günther Seier (Rostock)    |
| 1. November 1990 | 2003              | Reinhard Spieß (Berlin)    |
| 2003             | 2010              | Günther Seier              |
| 1. Januar 2011   | 7. Mai 2012       | Martina Hennies            |
| 1. Januar 2013   | Januar 2014       | Peter Knüvener             |
| 1. Juni 2014     | 31. Dezember 2019 | Frank Riedel               |
| 1. Januar 2020   | 11. März 2020     | Sven-Hinrich Siemers       |
| 1. Mai 2020      |                   | Anja Pöpplau               |

## Besucherzahlen
| Jahr | Besucherzahlen |
| ---- | -------------- |
| 1936 | 1.700          |
| 1937 | 1.100          |
| 1946 | 1.147          |
| 1951 | 1.639          |
| 1953 | 769            |
| 1954 | 2.106          |

| Jahr | Besucherzahlen |
| ---- | -------------- |
| 1972 | 10.194         |
| 1978 | 14.031         |
| 1987 | 18.853         |
| 1991 | 3.112          |
| 1994 | 6.639          |